# Hipoglikemia reaktywna
Hipoglikemia reaktywna – według U.S. National Institute of Health spadek poziomu glukozy poniżej 70mg/dl z występowaniem objawów oraz ich ustąpieniu wraz ze spożyciem wysoko-węglowodanowego posiłku. Diagnostyka polega na wykonaniu testu obciążenia glukozą (3, 5 lub 6-godzinnego).
Objawy hipoglikemii:
- Drżenie, niepokój, nerwowość
- Kołatanie serca
- Nadmierne pocenie się, uczucie gorąca
- Zimne ręce i stopy
- Rozszerzenie źrenic
- Uczucie drętwienia
- Zlewne poty
- Głód
- Nudności, wymioty, dyskomfort w jamie brzusznej
- Ból głowy
- Nieprawidłowy stan umysłowy, zaburzenia koncentracji
- Niespecyficzne wahania nastroju, stany depresyjne, płacz bez powodu, bezsenność
- Drażliwość, agresja, wściekłość
- Zmiany osobowości, labilność emocjonalna
- Zmęczenie, osłabienie, apatia, senność
- Splątanie, zaburzenia pamięci, zawroty głowy
- Niewyraźne widzenie, podwójne widzenie
- Trudności z mówieniem, zaburzenia mowy
- Zaburzenia koordynacji, czasami mylone z "pijaństwem"
- Ataki paniki, fobie
- Omdlenia
- Ogromne łaknienie słodyczy